# 阿米尔·沙菲亚
阿米尔·沙菲亚（1982年2月14日—），昵称沙菲（Shafi），出生于约旦安曼，约旦国家足球队主力守门员。

## 职业生涯

### 一战成名
沙菲亚10岁开始接受守门员训练，随后被招入了约旦U14、U17国家队。沙菲亚在2006年世界杯预选赛约旦1-0战胜伊朗的比赛中成功化解来自阿里·代伊、马达维基亚、卡里米等人的进攻，开始受到舆论的关注。

### 2004年亚洲盃
2004年的中国亚洲杯，约旦被分在B组。在首场与韩国的比赛中，沙菲亚凭借自己的出色发挥，逼平了实力比约旦强大的韩国队，帮助约旦队取得了在亚洲杯赛上的第一分。在接下来的两场比赛中，沙菲亚一球未失，延续着神勇的状态。约旦队也力压科威特与阿联酋，以小组第二名的身份晋级复赛。 　
在四分之一决赛中，沙菲亚依旧表现出色，约旦队在120分钟以内与日本队战成1比1平。然而，在点球大战中，由于裁判不可思议地批准了日本队更换球门的要求，此举或许对约旦队员造成了影响，居然连续罚丢四球。尽管沙菲亚扑出了中泽佑二的点球，但也于事无补。最终约旦负于日本，无缘半决赛。 　　

### 2011年亚洲盃
2011年的卡塔尔亚洲杯，沙菲亚仍然是约旦队的焦点，凭借他在小组赛的出色表现，约旦队逼平日本，力克沙特，从死亡小组中出现。在四分之一决赛中，约旦队由于后防线上的失误负于乌兹别克，再次止步于八分之一决赛。

### 2019年世界盃亞洲區資格賽
2019年9月5日，在臺北田徑場舉辦的世足資格賽下半場，中華隊員陳浩瑋踏進積水區並拐到腳踝，立即倒地且左腿抽筋。只見薩菲馬上衝過去，先幫陳浩瑋的左腳拉筋，並向裁判表示有人受傷，先暫停比賽，最後更展現隊長氣概，直接以「公主抱」把陳浩瑋抬出場外，這個舉動令作為對手的地主臺灣球迷，忍不住鼓掌致敬。

## 外部連結
- 网易体育. .   [2011-03-05]. （原始内容存档于2019-07-13）.